# Maharajganj (Bihar)
Maharajganj è una città dell'India di 20.878 abitanti, situata nel distretto di Siwan, nello stato federato del Bihar. In base al numero di abitanti la città rientra nella classe III (da 20.000 a 49.999 persone).

## Geografia fisica
La città è situata a 26° 7' 0 N e 84° 28' 60 E e ha un'altitudine di 65 m s.l.m..

## Società

### Evoluzione demografica
Al censimento del 2001 la popolazione di Maharajganj assommava a 20.878 persone, delle quali 10.529 maschi e 10.349 femmine. I bambini di età inferiore o uguale ai sei anni assommavano a 3.992, dei quali 2.101 maschi e 1.891 femmine. Infine, coloro che erano in grado di saper almeno leggere e scrivere erano 10.508, dei quali 6.385 maschi e 4.123 femmine.